# Estado de Lincoln (sur)
Lincoln (State of Lincoln en inglés) es el nombre que recibió un proyecto de Estado propuesto en territorios de Texas y Oregón en Estados Unidos.

## La justificación legal del Proyecto
Tanto en la Resolución Conjunta de Anexión de Texas como en el Acta de Admisión de Texas, bases legales por las que se admitía al Estado de Texas en los Estados Unidos en 1845, se admitía la posibilidad de que de Texas se pudieran segregar hasta cuatro Estados, aunque la aprobación final dependía del Congreso de Estados Unidos:

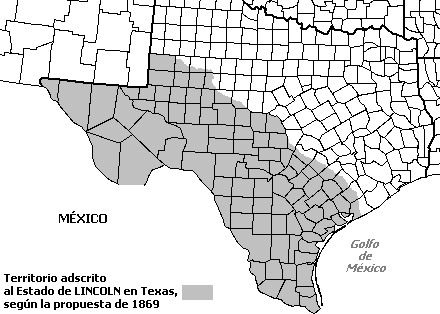
Territorios adscritos al Estado de LINCOLN en Texas según la Propuesta de 1869.

“New States of convenient size not exceeding four in number, in addition to said State of Texas and having sufficient population, may, hereafter by the consent of said State, be formed out of the territory thereof, which shall be entitled to admission under the provisions of the Federal Constitution.”

“Nuevos Estados de tamaño adecuado y que tengan población suficiente, en número no superior a cuatro, excluyendo al así llamado Estado de Texas, pueden, con el consentimiento de dicho Estado, segregarse y ser admitidos en la Unión según las previsiones de la Constitución Federal (de Estados Unidos)”

## Origen de la propuesta
En el período de la Reconstrucción post-Guerra de Secesión, la posibilidad, legal, de dividir Texas en varios estados cobró interés, efectuándose diferentes propuestas.
En 1869 se hizo la propuesta de escindir los territorios al Sur y Oeste del río Colorado y erigir un Estado integrado en los Estados Unidos según los términos propuestos en la legislación de la Reconstrucción para reintegrar a los ex-Estados confederados. Pero la proposición no superó la fase de estudio en el Comité del Congreso de Texas.